# Palisota pedicellata
Palisota pedicellata är en himmelsblomsväxtart som beskrevs av Karl Moritz Schumann. Palisota pedicellata ingår i släktet Palisota och familjen himmelsblomsväxter. Inga underarter finns listade.